# Laccophilus venezuelensis
Laccophilus venezuelensis är en skalbaggsart som beskrevs av Régimbart 1889. Laccophilus venezuelensis ingår i släktet Laccophilus och familjen dykare. Inga underarter finns listade i Catalogue of Life.